# Суд присяжных (судебное шоу)
«Суд присяжных» — судебное шоу, выходившее на НТВ с 1 июля 2008 года по 17 августа 2018 года, в процессе которого рассматриваются особо тяжкие уголовные дела, а судебные решения выносит коллегия присяжных заседателей аналогично реальному суду присяжных в соответствии с частью 3 статьи 31 уголовно-процессуального кодекса Российской Федерации.

## О программе
«Суд присяжных» — судебное шоу в формате судебного процесса, в котором участвуют судьи, прокуроры и адвокаты, но все они в действительности являются адвокатами. Это связано с положением Законодательства, согласно которому действующие судьи и прокуроры не имеют права заниматься какой-либо другой профессиональной деятельностью, кроме юридической и преподавательской. В передаче рассматриваются тяжкие уголовные преступления: убийства, похищения людей, ограбления, кражи, изнасилования, разбои.
На основании предоставленных сторонами доказательств, показаний обвиняемых, жертв, свидетелей, экспертов и переводчиков присяжные заседатели выносят вердикт в отношении подсудимого, ориентируясь на который, председательствующие на передаче юристы Валерий Степанов и Лариса Нефёдова постановляют приговоры. Присяжные, выслушав показания подсудимого, свидетелей, доводы прокурора, адвоката, перейдя в отдельную комнату, руководствуясь собственными убеждениями и присягой, методом дискуссии приходят к ответам на поставленные судом вопросы: доказано или не доказано, виновен или не виновен.
В случае конфликта между прокурором и адвокатом судья объявляет перерыв.

## Участники проекта

### Действующие (на момент закрытия)
В скобках указаны годы дебюта и ухода
- Судьи:
  - Степанов Валерий Иванович (†) (2008)
  - Нефёдова Лариса Николаевна (2016)
- Прокуроры:
  - Старший советник юстиции Васильева Елена Юрьевна (2008)
  - Старший советник юстиции Симонов Игорь Борисович (2010)
  - Старший советник юстиции Потёмкин Андрей Владимирович (2012)
  - Советник юстиции Матвеева Мария Алексеевна (2016)
- Адвокаты:
  - Маркарьян Рубен Валерьевич (2008)
  - Печеник Ксения Александровна (ранее принимала участие в проекте телеканала «Россия» «Суд идёт») (2010)
  - Юрасов Владимир Станиславович (ранее принимал участие в проекте телеканала «Россия» «Суд идёт») (2010)
  - Беликова Марина Сергеевна (ранее принимала участие в проекте "Право на защиту") (2012)
  - Шайдуров Павел Андреевич (2016)
  - Игнатьев Алексей Михайлович (перешёл из прокуроров, ранее принимал участие в проекте Первого канала «Федеральный судья») (2012, в 2016—2018 перешёл из прокуроров)
- Секретари суда:
  - Асланиди Евгения Андреевна (2012)
  - Буданова Анастасия Сергеевна (2010)
- Конвоиры:
  - Майор Бреер Ян Сергеевич

### Покинувшие проект
- Судьи:
  - Качанюк Василий Антонович (участвовал первый и последний раз) (03.07.2008)
  - Пашин Сергей Анатольевич (ранее принимал участие в проекте Первого канала «Федеральный судья», выпуски не были показаны)
- Прокуроры:
  - Советник юстиции Ерин Алексей Фёдорович (2008—2008)
  - Советник юстиции Белоногов Дмитрий Сергеевич (2008—2010)
  - Старший советник юстиции Ильин Павел Валентинович (2008—2010)
  - Младший советник юстиции Китсинг Владимир Арвувич (2010—2011)
  - Младший советник юстиции Домбровицкий Максим Петрович (2011—2011)
  - Советник юстиции Назарова Наталья Викторовна (ранее принимала участие в проекте Первого канала «Федеральный судья») (2013—2015)
- Адвокаты:
  - Жарова Екатерина Валерьевна (2008—2009)
  - Шевчук Павел Владимирович (2008—2010)
  - Семец Оксана Васильевна (2008—2010)
  - Кашутина Елена Владимировна
  - Попов Павел Александрович (2010—2010)
  - Иваниченко Анатолий Васильевич (†) (ранее принимал участие в проекте Первого канала «Федеральный судья») (2012—2012)
- Секретари суда:
  - Панкратова Ирина Владимировна (роль исполняла актриса Ирина Ишимникова)
  - Садикова Камилла Равильевна (2010—2011)

## Закрытие
В июне 2015 года производство проектов Суд присяжных и Окончательный вердикт было прекращено, в связи с финансовыми проблемами НТВ. Сразу после этого поклонниками проектов была создана петиция в адрес НТВ о возобновлении проектов, а также на НТВ было отправлено многочисленное количество писем и фан-артов с прошением возобновить проекты, в итоге за полгода петиция собрала больше полутысячи голосов. В связи с этим и с многочисленными письмами, с января 2016 года съёмки программы Суд присяжных были возобновлены, но без Окончательного вердикта, с февраля 2016 года программа выходит в эфир в обновлённом формате, теперь количество присяжных сокращено с 12 до 8 согласно новому закону о присяжных.
В октябре 2017 года программа снова была снята с эфира из-за низких рейтингов. Последний выпуск вышел 20 октября 2017 года, однако с 14 мая по 2 августа 2018 года (с перерывом), программа снова выходила в эфир НТВ, при этом в эфир выходили выпуски, снятые осенью 2017 года и с 3 по 17 августа 2018 года также выходили повторы. С 20 августа программа опять была убрана из эфира и окончательно закрыта.
А 28 октября 2021 года судья Степанов Валерий Иванович умер от COVID-19.
До сих пор в сети то и дело появляются петиции, которые предлагают возобновить производство передачи, однако подписей они особо не собирают и восстановление данного судебного шоу в настоящее время не планируется.

## Суд присяжных. Главное дело
Впервые вышел 3 апреля 2010 года, представлял собой судебное разбирательство по особо выдающемуся своей сложностью и запутанностью делу. Включал в себя собственно демонстрацию судебного заседания и художественную постановку сюжета рассматриваемого дела, более расширенный показ диалогов в коридоре между участниками процесса, присяжными, кадрами доставки подсудимого из камеры в зал судебных заседаний.
Проект закрыт в феврале 2011 года, последняя серия вышла 4 февраля 2011 года, С февраля по июнь 2011 года транслировались повторы серий 2010-2011 годов. 17 июня 2011 года была показана серия «Последний звонок», а 24 июня 2011 года — «Долгая дорога к морю» — серии, снятые в 2010 году, но не вышедшие в эфир.

## Суд присяжных. Окончательный вердикт
С 14 октября 2011 года в эфире НТВ появился формат «Окончательный вердикт». Эта программа является продолжением предшествующему показу «Суда присяжных». В связи с возникшими вопросами или сомнениями присяжных и после выслушивания мнений сторон судья возобновляет судебное следствие на несколько дней для изучения материалов дела и поиска сторонами новых доказательств. Также возможен вариант проведения расследования адвоката после обвинительного приговора либо после роспуска коллегии присяжных в случае, если председательствующий судья не согласен с обвинительным вердиктом.
В программе, помимо самого суда, показывается работа сторон по сбору доказательств, а также кадры событий, имевших место непосредственно после преступления. В некоторых случаях устанавливается благодаря адвокатскому расследованию, что преступление совершил совершенно другой человек, и с подсудимого снимаются все обвинения. В эфир «Окончательный вердикт» выходит через полчаса после основного выпуска «Суда присяжных» (после 13-часового выпуска программы «Сегодня»). С 14 октября 2011 года по 9 ноября 2012 года программа выходила в таком формате по пятницам, с 12 ноября 2012 года — ежедневно по будням.
Проект закрыт в июне 2015 года, в связи с финансовым проблемами НТВ, последняя серия вышла 30 июня 2015 года, с июля по октябрь 2015 года выходили повторы.

## Хронология выпусков
- С 1 июля по 10 октября 2008 года программа выходила в эфир на НТВ в 14:30.
- С 14 октября 2008 года по 26 июня 2015 года, с 13 июля по 9 октября, с 9 ноября 2015 года по 30 июня и с 16 по 18 октября 2017 года выходит в 11:45/11:50/11:55/12:00.
- С 29 июня по 10 июля 2015 и с 14 мая по 9 июня 2018 года программа в эфире НТВ в 10:20.
- С 12 октября по 6 ноября 2015 года, с 3 июля по 13 октября, с 23 октября 2017 года по 11 мая, с 9 по 29 июня 2018 года программы нет в эфире.
- 19 и 20 октября 2017 года программа в эфире в 11:10.
- Со 2 июля по 17 августа 2018 года программа выходила на НТВ в 5:20.

## Интересные факты
- В выпусках «Насильник», «Игра в карты» и «Медвежья охота» был вынесен приговор к 25 годам лишения свободы.
- В выпуске от 10 июля 2008 года участвовал певец Влад Топалов в качестве потерпевшего, подвергшегося нападению сумасшедших малолетних фанаток с ножницами. Такой факт действительно имел место быть в биографии артиста. Как и в реальной жизни, в телевизионном суде состоялось примирение сторон и подсудимых оправдали.
- В выпуске от 1 августа 2008 года за всю историю передачи Состав суда из Судьи, Прокурора и Адвоката выехал на место происшествия.
- В выпуске от 5 сентября 2008 года (серия «Вагонные разборки») по ходатайству адвоката Шевчука из зала суда были удалены все участники процесса.
- В выпусках «Молодой казанова» (2008) и «Игра в карты» (2008) звучало большое количество ненормативной лексики.
- В передаче было обычно по 1-2 подсудимых, но в выпусках «Смерть на камеру», «Детдомовцы» и «Свинопасы» было 3 подсудимых, а в «Жестокие игры» целых 4.
- В выпусках «Ужасы детского дома», «Детдомовцы», «Жестокие игры», «Молодой казанова» в качестве подсудимых были несовершеннолетние.
  - В выпусках «Жестокие игры», (из серии «Суд.присяжных.Главное дело») «Куда уходит детство» и «Одинокий мужчина» в качестве свидетелей и потерпевших были несовершеннолетние.
- В сериях 43-48 3-го сезона сериала «Глухарь», когда Глухарёву Марину выбирают старшиной присяжных заседателей, интерьер зала суда в сериале тот же, что и в передаче.
- В выпуске от 20 марта 2009 года (серия «Отравленная пицца») отмечался день рождения судьи Валерия Степанова.
- В выпуске от 18 мая 2009 года подсудимый после оправдательного вердикта и приговора остался под стражей за раннее неотбытое наказание (так же было в цикле «Суд присяжных. Главное дело» (серия «Милицейская любовь»), подсудимый так же остался под стражей за ранее неотбытое наказание).
- В серии «Слеза ребёнка» свидетельница обвинения Мошкина во время последнего слова подсудимого вскочила со своего места, заявляя, что именно Путейцев изнасиловал её 5-летнюю дочь, за что была направлена приставом в конвойное помещение.
  - В той же серии прокурор Васильева, выступая в прениях и обсуждая обвинительный вердикт коллегии присяжных заседателей, призналась, что очень сожалеет, что за преступление, предусмотренное пунктом «В» части 3 статьи 131 УК РФ, законодатель не предусмотрел более строгого наказания, например, пожизненного заключения. Как отметило государственное обвинение при дополнении судебного следствия, изменения, внесённые в статью об изнасилованиях, вступили в силу только 27 июля 2009 года, поэтому действия подсудимого были переквалифицированы с пункта «Б» части 4 статьи 131 УК РФ на пункт «В» части 3 статьи 131 УК РФ, так как преступление было совершено до вступления вышеупомянутых изменений УК РФ в действие.
- Выпуск от 27 октября 2009 года (серия «Маньяк из Черноголовки») был завершён скандально: после вынесения оправдательного приговора потерпевшие стали жаловаться прокурору и присяжным. В результате приговор был отменён, а дело было направлено на пересмотр. Аналогичная ситуация была и в выпусках от 8 сентября 2009 года, 25 июля 2011 года (повтор одного из выпусков 2010 года) и 8 апреля 2016 года.
- В выпуске от 27 ноября 2009 года (серия «Вожатый педофил») подсудимый не мог сдержать своих эмоций. Васильева делала ему замечания. Подобное было в проекте «Суд Присяжных. Главное дело» (серия «Последний звонок»): Васильева утихомиривала свидетельницу, грозясь назначить 15 суток. Во время выступления в прениях свидетельница пыталась возразить, но Васильева посмотрела на неё со злостью, а Степанов оштрафовал её и дружка на 1000 рублей.
- 13 ноября 2011 года в российском шоу пародий «Большая разница» был показан сюжет, в котором героями программы «Суд присяжных» стали персонажи компьютерной игры «Злые птицы». В студию на шоу «Большая разница» были приглашены адвокат проекта Ксения Печеник и прокурор проекта Игорь Симонов.
- 28 октября 2010 года в передаче «Суд присяжных» транслировался выпуск «Труп невесты». Выпуск с таким же названием и сюжетом транслировался в этот же день несколькими часами позднее в передаче «Федеральный судья» на Первом канале. Примечательно, что в обеих передачах был вынесен оправдательный приговор по делу.
- Выпуск программы из цикла «Суд присяжных: Главное дело» под названием «Куда уходит детство» был показан в 2 выпуска.
- За всю историю передачи насчитывается лишь два случая отказа от обвинения прокурорами. Первый отказ состоялся 24 июля 2008 года Павлом Ильиным (выпуск «Отравительница»), второй — 6 июня 2011 года Игорем Симоновым (выпуск «Любимый внук»).
- 25 октября 2010 года из-за конфликта с производящей компанией, проект покинул его создатель и режиссёр Алексей Табачников. Вместе с ним из проекта ушли прокуроры Павел Ильин и Дмитрий Белоногов, ставшие впоследствии главными действующими лицами нового проекта Алексея Табачникова — «Прокурорская проверка». Музыкальное оформление передачи «Суд присяжных» было изменено, хотя заставка осталась прежней, просуществовавшей до 30 июня 2015 года. В проект пришли новые участники: прокуроры Симонов Игорь Борисович (вместо Белоногова) и Китсинг Владимир Арвувич (вместо Ильина, потом Китсинга заменил Потёмкин Андрей Владимирович), а также адвокаты Попов Павел Александрович (вместо Шевчука, потом его заменил Юрасов Владимир Станиславович) и Печеник Ксения Александровна (вместо Семец).
- В серии «Охотники за смертью» (от 21.12.2009) после просмотра видеозаписи потерпевший вскочил с места и затеял драку с подсудимой, за что был удалён из зала.
  - Также существует подобный выпуск «Кровавый Оскар» (датированный 04.05.2016), только потерпевшая (мать жертвы) упала в обморок во время просмотра видеозаписи. Прокурор Игнатьев, адвокат Шайдуров
- В серии «Дело о квартирантах» подсудимый во время своего последнего слова напевал песню Михаила Шуфутинского «Таганка». Подобное было и в выпуске от 12.03.2012 года (повтор от 18.07.2016 года) — подсудимая во время своего последнего слова напевала песню «Чёрный ворон (Сварин)».
- Анатолий Иваниченко  ранее принимал участие в передаче «Федеральный судья», Марина Беликова — в проекте «Право на защиту», а Алексей Игнатьев и Наталья Назарова — сразу в обоих проектах. Владимир Юрасов и Ксения Печеник ранее принимали участие в «Суд идёт».
- Проект «Окончательный вердикт» является не имеющим аналогов на отечественном телевидении скрещивании двух совершенно разных форматов: скрипт-реалити и телесериала.
- В одном из выпусков 2015 года потерпевшая (мать погибшего) вела себя очень агрессивно (оскорбляла подсудимого и его жену). После того, как был вынесен оправдательный приговор, потерпевшая набросилась на подсудимого, за что была выведена из зала. Прокурор Потёмкин. А.В, адвокат Печеник. К.А.
- Также был судья Сергей Анатольевич Пашин, но выпуски с ним были не показаны.
- Самыми трогательными сценами в проекте являются эпизоды с адвокатом Семец Оксаной Васильевной. По окончании некоторых выпусков «Суд Присяжных» и «Суд Присяжных. Главное дело» за освобождение из-под стражи подсудимые целуют ей руки.
- После того, как ушли Павел Шевчук и Оксана Семец, появился проект «Судебный детектив» с саундтреком «Суд Присяжных. Главное дело» и «Суд Присяжных» до 2010 года. В проекте «Суд присяжных» на их месте работали Владимир Юрасов (ранее Павел Попов) и Ксения Печеник.
- За всё время существования приговор к пожизненному заключению был вынесен в выпусках от 11 ноября 2011 года, 16 апреля 2012 года, 20 мая 2014 года, 20 октября 2014 года и 19 марта 2015 года.
  - В данной передаче было вынесено больше всего приговоров к пожизненному лишению свободы (5 раз), в то время как в остальных (в Суд идёт 4 раза), а в Федеральный судья и Право на защиту такие приговоры были вынесены по одному разу, а в Судебном детективе ни одного раза.
- Прошение о приговоре к пожизненному лишению свободы произошло в цикле «Суд Присяжных. Главное дело» в сериях «Куда уходит детство» (прокурор Белоногов) и «Дело о квартирантах» (прокурор Китсинг), а также в «Суд присяжных» прокурорами Белоноговым (даты эфира 17 июля 2008 года (серия «Насильник»), 6 ноября 2009 года (серия «Удавы и кролики»), 13 ноября 2009 года (серия «Парни с паяльником»), 20 мая 2010 года (серия «Подвал») и 9 ноября 2015 года (повтор серии 2009 года «Рабыни»)), Ильиным (в сериях «Татьянин день», «На чужой каравай», «Чистильщик» (от 06.10.2009) и «Лекарство от ада») и Васильевой (даты эфира 3 июня 2011 года и 30 июня 2015 года).
  - Прокуроры в выпусках «Секта» (2008) (Ильин) и «Кровавый Оскар» (04.05.2016) (Игнатьев) нарушили положение cт. 57 УК РФ, то что женщинам не назначается пожизненное заключение.
- В выпуске от 17 апреля 2012 года (повтор от 4 августа 2016 года) свидетель Потапов, психанув, демонстративно покинул зал суда перед уходом судьи, выразив недовольство вердиктом присяжных. Согласно комментарию в конце программы, он был признан подозреваемым.
- В выпуске от 12 сентября 2013 (серия «Замороженный вклад») в зале суда был проведён следственный эксперимент, во время которого прокурор Васильева вылила жидкое мыло на пол.
- В выпуске от 6 февраля 2012 года (повтор от 29 июня 2016 года) потерпевший Ланько, много разговаривал в суде, его оштрафовали, во время предоставление адвоката, а потерпевший он сказал, и его вывели, а затем когда подсудимого оправдали, а потерпевший Ланько опять снова разговаривал, а после чего про оправданного сказал судья и так вам понятен приговор суда, а потерпевший он сказал. Согласно комментарию в конце программы, он был признан подозреваемым.
- В выпуске от 17 февраля 2009 за неоднократные замечания от судьи подсудимый был отправлен в конвойную комнату, его привели обратно на допрос, а в выпуске от 6 февраля 2014 также за неоднократные замечания подсудимый был отправлен в конвойную комнату, и его обратно привели на прения.
- Дополнение к факту выше:

За всю историю передачи подсудимых удаляли с зала суда 2 раза — в выпусках от 17 февраля 2009 года и от 6 февраля 2014 года.
- В выпуске от 5 мая 2015 года подсудимый пытался возразить прокурору Игнатьеву, когда он в прениях просил назначить 18 лет лишения свободы. Это отсылается на выпуск передачи «Федеральный судья», где Бусыгин пытался оспорить приговор к 21 году (дата эфира 19 октября 2007 года).
- Вердикт присяжных не был вынесен в выпусках от 21 октября 2011, 3 ноября 2011, 12 октября 2012, 10 декабря  2012, 24 декабря 2012, 31 января 2013, 25 февраля 2013, 19 марта 2013, 29 апреля 2013, 14 июня 2013, 21 июня 2013, 12 сентября 2013, 18 октября 2013, 1 ноября 2013, 22 ноября 2013, 19 декабря 2013, 28 апреля 2014, 9 июня 2014, 23 июня 2014, 26 июня 2015.
- В выпусках «Русская рулетка» (2009), «Право на ошибку» (из серии «Суд присяжных.Главное дело») (2011) было вынесено постановление о роспуске коллегии присяжных заседателей.
- Иногда судебный пристав говорит присяжным: «Прошу пройти в зал суда» или «Судья приглашает вас в зал суда».